# Allianz Suisse Open Gstaad 2004
Allianz Suisse Open Gstaad 2004 — тенісний турнір, що проходив на ґрунтових кортах у місті Гштаад, Швейцарія з 5 липня . Належав до категорії International Series, був турніром серії Swiss Open Gstaad 2004 року.

## Фінальна частина

### Одиночний розряд
Роджер Федерер —  Ігор Андрєєв 6–2, 6–3, 5–7, 6–3

### Парний розряд
Леандер Паес /  Давід Рікл —  Марк Россе /  Стен Вавринка 6–4, 6–2